# Max Hoff
Max Hoff (født 12. september 1982) er en tysk tidligere kajakroer, som har deltaget i fire olympiske lege og har vundet talrige VM-, EM- og OL-medaljer. Han har især dyrket sprint- og whitewater-discipliner.
I begyndelsen af sin karriere konkurrerede Hoff især i whitewater og var med til VM i dette i 2006, hvor han vandt guld i K1-sprint, sølv i klassisk K1 og bronze i holdkonkurrencen. Året efter var han med til EM i whitewater, og her vandt han sølv i klassisk K1, sølv i klassisk K1 (hold) samt guld i sprintholdkonkurrencen.
Herefter gik han over til sprint-disciplinen, og han deltog første gang ved EM 2008 i denne disciplin, hvor han vandt bronze i K1 på 1000 m. Senere samme år var han med til OL i Beijing, hvor han blev nummer fem i samme disciplin. Året efter vandt både EM- og VM-guld i K1 på 1000 m, og herefter vandt han i alt 21 EM-medaljer, heraf 11 af guld, samt tolv VM-medaljer, de syv af guld. Endvidere vandt han fire medaljer ved de Europæiske Lege. Han roede primært enerkajak, men i flere tilfælde også toer og firer.
Ved OL 2012 i London stillede han op i både K1 og K4, begge på 1000 m. I K1 blev han nummer to i sit indledende heat og vandt derpå sin semifinale, inden han i finalen måtte nøjes med en bronzemedalje efter norske Eirik Verås Larsen, der vandt guld, og canadieren Adam Van Koeverden. I K4 blev det til en fjerdeplads for den tyske kajak.
Ved næste OL, i 2016 i Rio de Janeiro, deltog han i de samme to discipliner, og her blev Hoff nummer syv i K1. I K4 roede han sammen med Max Rendschmidt, Tom Liebscher og Marcus Gross, og med sikker sejr i det indledende heat gik de direkte i finalen, hvor de sejrede med næsten tre sekunders forspring til slovakkerne på andenpladsen, der akkurat sikrede sig sølvet foran tjekkerne.
Han deltog en sidste gang ved OL i 2021 i Tokyo, hvor han stillede op i K2 sammen med Jacob Schopf, hvor duoen var regerende verdensmestre. Tyskerne blev overraskende besejret i indledende heat af de to unge australiere, Jean van der Westhuyzen og Tom Green. Disse to par vandt hver deres semifinale, og skønt tyskerne pressede på i finalen, gentog australierne deres sejr fra indledende heat og blev overraskende olympiske mestre, mens tyskerne sikrede sig sølvet foran tjekkerne Josef Dostál og Radek Šlouf.
Hoff indstillede sin karriere efter OL i Tokyo.